# حواله
حواله (به انگلیسی: Hawala؛ به عربی: حِوالة ḥawāla، به معنای انتقال یا گاهی امانت)؛ سیستم انتقال ارزش غیررسمی و محبوب بر اساس عملکرد شبکه عظیمی از واسطه‌های پولی معروف به حواله دارها است. در این سیستم به حداقل دو حواله دار نیاز است تا بدون جابجایی پول نقد یا انتقال الکترونیکی، «معامله» را انجام دهند. حواله دارها در سراسر جهان پراکنده هستند، اما تمرکز آنها عمدتاً در خاورمیانه، شمال آفریقا، شاخ آفریقا و شبه قاره هند است.

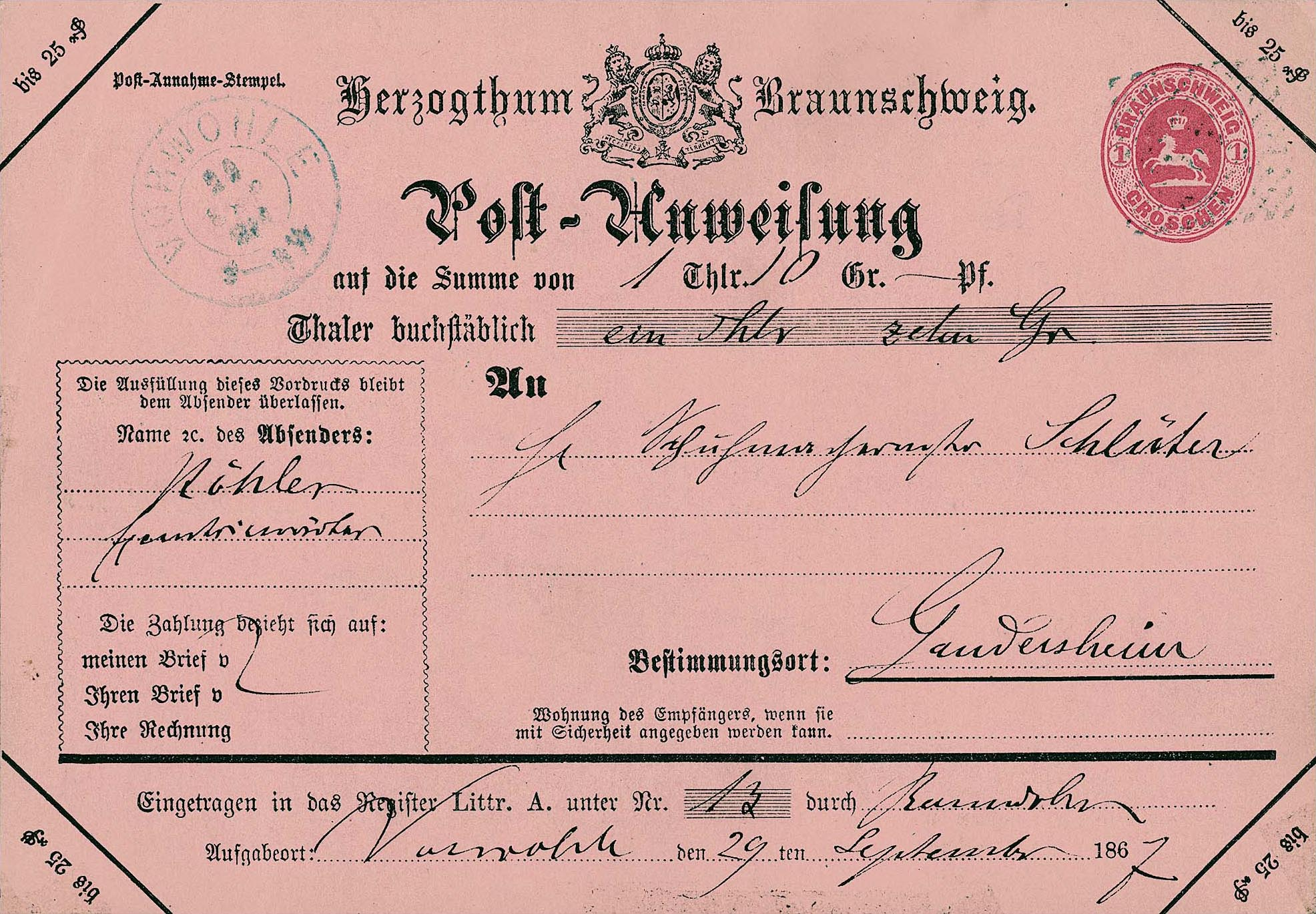
حواله نقدی، دوک نشین برانزویک، ۱۸۶۷.

حواله بر اساس سنت‌های اسلامی است، اما استفاده از آن منحصر به مسلمانان نیست. در ابتدایی‌ترین نوع سیستم حواله، پول از طریق شبکه ای از کارگزاران حواله یا حواله دارها منتقل می‌شود. انتقال پول در این سیستم بدون جابجایی واقعی آن است. در واقع یک تعریف درست از سیستم حواله که استفاده می‌شود «انتقال پول بدون جابجایی پول» است.

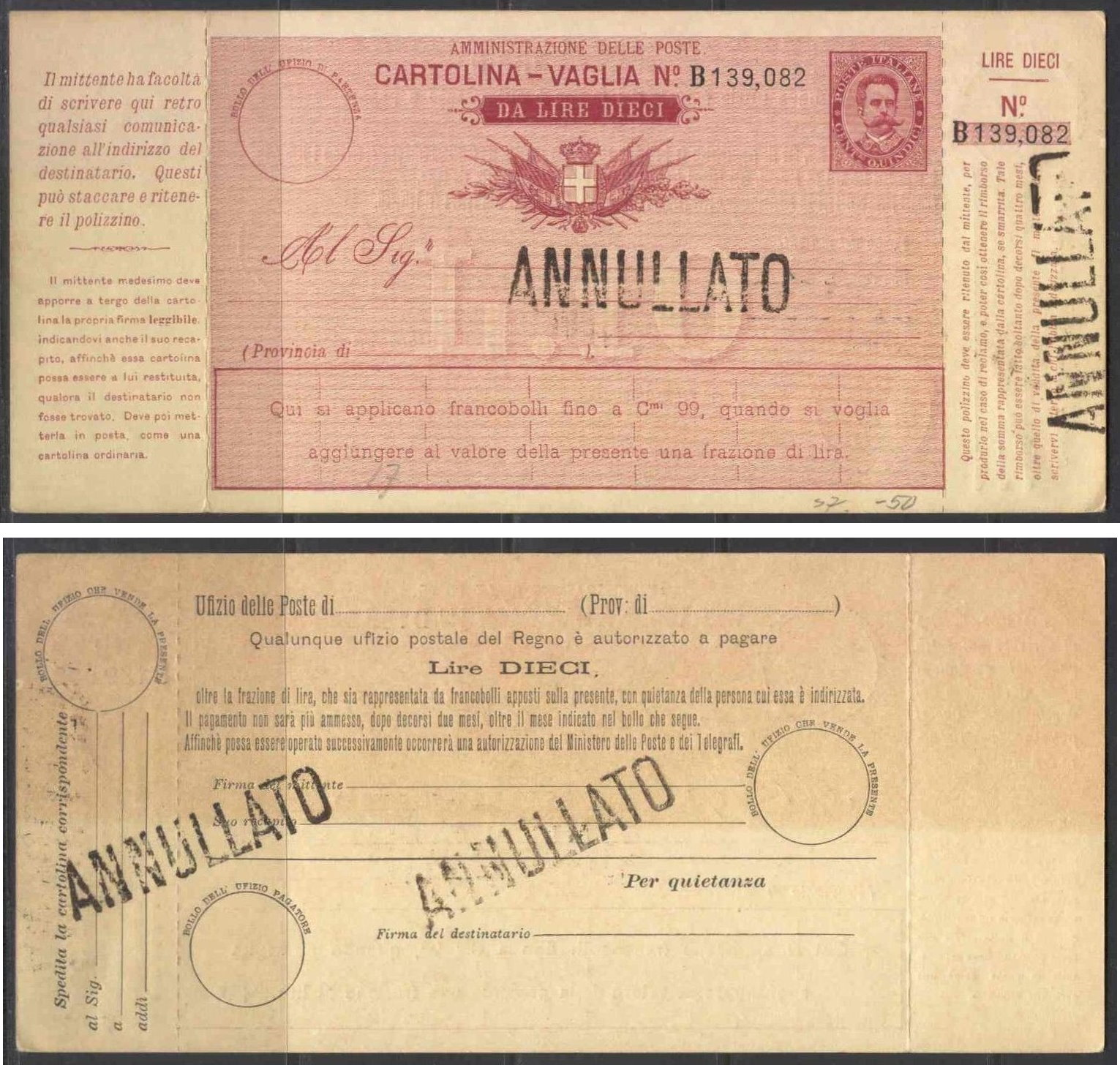
حواله نقدی از ایتالیا ۱۸۷۹.

ویژگی منحصر به فرد این سیستم این است که هیچ نوع سفته ای بین واسطه حواله رد و بدل نمی‌شود و معامله به‌طور کامل بر اساس اعتماد و اعتبار انجام می‌شود. از آنجایی که این سیستم به قابلیت اجرای حقوقی دعاوی وابسته نیست، می‌تواند حتی در غیاب محیط قانونی و حقوقی نیز کار کند. حواله برای مشتریان جذاب است زیرا انتقال سریع و راحت وجوه را فراهم می‌کند، معمولاً با کارمزدی بسیار کمتر از کارمزد بانک‌ها .دبی برای چندین دهه به عنوان یک مرکز برای معاملات حواله در سراسر جهان برجسته بوده‌است.

#### حواله خودرو[۲]
به قراردادی که بین کارخانه‌ی تولیدکننده خودرو و خریدار آن تنظیم می‌شود حواله می‌گویند. در این قرارداد تعهدات هر دو طرف یعنی خریدار خودرو و شرکت تولیدکننده مشخص می‌شود.
مواردی از قبیل:
1. زمان تحویل خودرو
2. مبلغ پرداختی توسط خریدار
3. اطلاعات مالک خودرو

در حواله خودرو قید می‌شود. خودروساز مکلف است تا به صاحب حواله ماشین را تحویل دهد. با این همه برخی از افراد به دلایل مختلفی مایل نیستند حواله را به خودرو تبدیل کنند. در چنین شرایطی اقدام به فروش حواله خودرو می‌کنند.

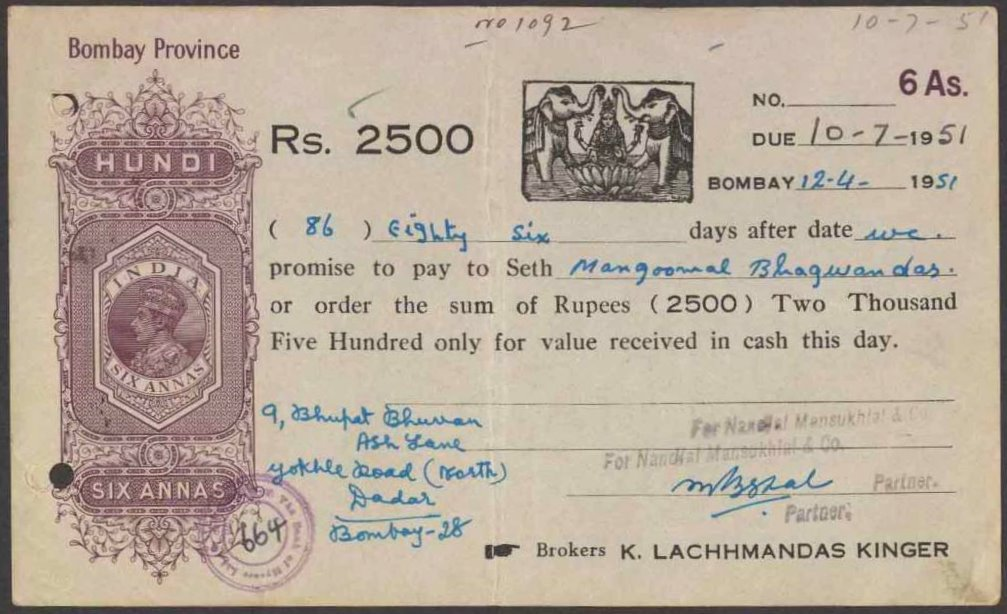
یک حواله هندی صادره۱۹۵۱، استان بمبئی